# 李婉儀命案
李婉儀命案（簡稱李婉儀案）是2005年香港一宗命案，性工作者李婉儀向警員邱樹明提供性服務後，其因拒絕支付肉金而誣告李襲警，導致李婉儀最終含冤自殺。

## 背景
香港關注性工作者權益的紫藤組織經常收到性工作者（包括男妓、妓女以及依靠性工作者為生者）投訴香港警員濫用權力免費嫖妓（如以無理拘捕誣告威脅性工作者不得收取肉金），單在2012年就有400宗。

## 事發經過
2005年10月6日晚，警方聯絡李婉儀的中介人要求安排性工作者到灣仔一時鐘酒店提供性服務，肉金為港幣3,000元。李婉儀到達房間後，警員邱樹明已在房中，李婉儀要求邱樹明先付500元，完事後再付尾數。邱樹明接受性服務拒絕支付餘下2,500元。爭執期間，李婉儀在邱樹明錢包內取走2,500元作為尾數，並將染有邱樹明精液的避孕套放入手袋作為證據。李婉儀離開房間時，被數名警察截停拘捕，搶回三千元肉金，沾有邱樹明精液的避孕套證據亦被警員搶走拋棄，被拘捕後李婉儀被落案控告襲警。李婉儀因不甘含冤受辱，終於2005年10月10日含冤跳樓自殺。

## 死因庭裁判官爭議
在死因聆訊中，死因裁判官陳碧橋多次向陪審團強調無需向警方的辦案手法和程序作出改善建議，李婉儀的家人對此表示憤怒和失望。

## 影響
紫藤多年來關注李婉儀案，要求警察改善執法程序與目標，及禁止警員於臥底行動時乘機接受免費性服務，對於警員「攞正牌打免費飛機（享受免費手淫性服務）」是於理不容的，並要求警方公開接受免費性服務的數據。但警方拒絕公開相關數據，以及實際上不禁止警員免費嫖妓。

## 後續事件
2016年年初二旺角衝突中，李婉儀自殺案的關鍵警員邱樹明亦有參與拘捕行動。2018年高等法院審訊中，辯方大律師王國豪指出邱樹明曾以粗言恐嚇被拘捕的林倫慶，並威脅若不簽署其記事簿便會拘捕林的女友，以及再度毆打林倫慶。